# Dermot Kennedy
Dermot Joseph Kennedy (* 13. prosince 1991, Dublin) je irský zpěvák a skladatel. V roce 2019 se proslavil singly „Outnumbered“ a „Giants“ ze svého debutového alba Without Fear. V roce 2020 byl nominován na cenu Brit Award v kategorii Nejlepší mezinárodní mužský sólový umělec.

## Raný život
Dermot Kennedy vyrůstal v Rathcoole v irském Dublinu. Byl vášnivým fanouškem a hráčem fotbalu, v deseti letech začal hrát na kytaru a ve čtrnácti skládat písně, ale sám uvádí, že hudbu začal brát „vážně“ až v sedmnácti. Otec ho vozil do Dublinu, aby mohl hrát v klubech, když byl nezletilý, jezdil s ním do velkých měst, kde vystupoval na ulici se svou kytarou, a přestože sám nechtěl jít na univerzitu, matka ho přihlásila ke studiu klasické hudby na Maynooth University. Na univerzitě vydržel tři roky. Jeho tetou z otcovy strany je známá irská televizní moderátorka Mary Kennedyová.

## Kariéra
Zlom v Kennedyho kariéře nastal po více než deseti letech na hudební scéně. V sedmnácti letech začínal jako pouliční umělec. Když Glen Hansard jednoho dne zpíval na ulici, aby vybral peníze pro bezdomovce, Kennedy se před něj postavil s kytarou a začal hrát. Hansard si ho všiml, Kennedy ho zaujal a zůstal s ním v kontaktu. Později pozval Kennedyho, aby mu dělal předskokana na jednom koncertě. Kennedy během svých studentských let vystupoval také jako člen skupiny Shadows and Dust. V roce 2015 se však skupina rozpadla.
V letech 2018 a 2019 vystupoval před vyprodaným publikem ve Spojených státech, Austrálii a Evropě, hrál na festivalu Coachella, v anketě NPR byl zvolen nejlepším nováčkem roku 2018 a BBC ho zařadila na seznam Sound of 2019, který každoročně sestavují hudební kritici.
Po několika singlech a EP vydal koncem roku 2019 debutové studiové album Without Fear. Zařadil na něj písně ze své minulosti, některé staré až osm let.
V lednu 2020 získal Kennedy nominaci na cenu Brit Award v kategorii Nejlepší mezinárodní mužský sólový interpret.
Kennedy se inspiruje poezií a hip hopem a ve své folkové tvorbě byl ovlivněn umělci jako jsou Ray LaMontagne, David Gray a Damien Rice.
Časopis GQ v něm vidí „temnějšího Eda Sheerana", zatímco New York Times chválí jeho „chraplavý“ hlas.

## Diskografie
Studiová alba
- Without Fear (2019)
- Sonder (2022)